# 香妃
香妃一般來說是指清朝乾隆所納的容妃。不過，於野史上，香妃於性格，出身等卻與容妃完全不同。史學家認為「香妃為文學的形象，並非歷史人物。」以容妃為範本的香妃傳說，以民國初年最為盛行。雖有不同版本，但基本上都將香妃描寫成該妃子天生麗質且身體會散發異香。小說中，形容此體香“玉容未近，芳香襲人，既不是花香也不是粉香，別有一種奇芳異馥，沁人心脾”。此體香特質成為香妃稱謂來源。不過，有一說是她香味只是她的體味而已，香味不過是羊奶的羶味，由於她從小飲羊奶长大，久而久之成為了她身上的一種獨特的體味，乾隆他初得容妃，聞其身便以為那是香味。

## 簡介

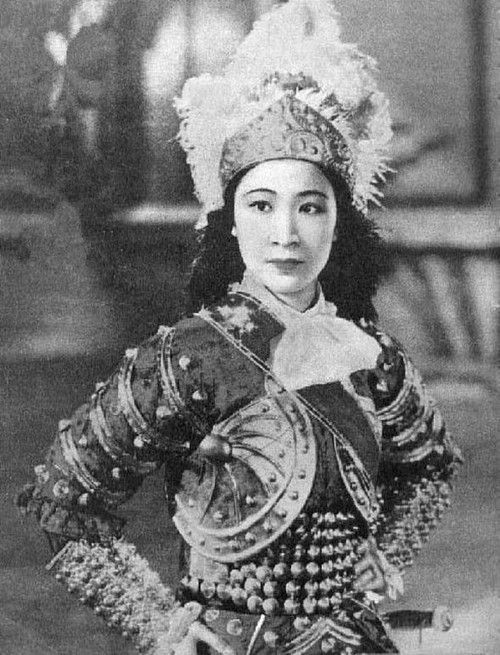
1940年电影《香妃》中王熙春塑造的香妃

於傳說中，香妃的维吾尔语名为伊帕尔罕、伊帕尔汗（維吾爾語：ئىپارخان‎，拉丁维文：‎，西里尔维文：‎），一说意为“香”、一说意为“香姑娘”，有说她出身於南疆回部（今维吾尔族先民）首领家庭，原是小和卓霍集占的妻子（一說為女兒）。乾隆二十四年（1759年）大將軍兆惠奉旨領軍十萬與天山南麓路小和卓霍集占決戰，霍集占败逃，兆惠將她生擒送北京。之後，她更趁得寵之便，刺殺乾隆帝。

## 文学作品中的香妃
既說香妃是文學的人物，因此存於許多戲曲文學作品，例如：台灣知名外臺歌仔戲戲曲《審香妃》、京劇《香妃恨》。在民间鄉野文學上，關於香妃的事跡更是時有所聞。現在在喀什有香妃墓、香妃遺棺，當地傳說是從北京運回去的，但根據伊斯蘭教法穆斯林遺體須要盡快埋葬，一般穆斯林會在死後24小時內下葬，除非是戰死沙場，因此穆斯林只會就地下葬，而並沒有運遺體回鄉下葬之習慣。除此，裕容齡著有以香妃為主角的英文中篇小說《香妃傳》（Hsiang Fei: A Love Story of the Emperor Ch’ien Lung）。金庸在《书剑恩仇录》一书中，以香妃传说为本，创作出“香香公主”（喀絲麗）这一人物。另外，琼瑶在其《还珠格格》系列中也借用香妃的传说。

## 影视作品
| 年份 | 电影作品 | 演員   | 剧中姓名、稱謂 |
| 1940 | 香妃     | 王熙春 | 香妃           |

| 年份 | 电视剧作品     | 演員     | 剧中姓名、稱謂    |
| 1975 | 香妃           | 張琍敏   | 香妃              |
| 1976 | 書劍恩仇錄     | 余安安   | 香香公主          |
| 1985 | 皇上保重       | 邵美琪   | 赫絲麗、香香公主  |
| 1987 | 書劍恩仇錄     | 梁佩玲   | 香香公主          |
| 1988 | 满清十三皇朝   | 陈晓莹   | 喀絲麗、容妃      |
| 1998 | 香妃与乾隆     | 葛佩玉   | 香妃              |
| 1998 | 还珠格格       | 刘丹     | 含香、香妃        |
| 2001 | 风流才子纪晓岚 | 宋妍     | 香妃              |
| 2003 | 宫廷画师郎世宁 | 努尔比亚 | 伊帕爾、香妃      |
| 2004 | 乾隆與香妃     | 努尔比亚 | 伊帕爾、香妃      |
| 2011 | 新还珠格格     | 麥迪娜   | 含香、香妃        |
| 2018 | 延禧攻略       | 張嘉倪   | 鈕祜祿·沉璧、順嬪 |
| 2018 | 如懿傳         | 李沁     | 寒香见、容妃      |

## 相关文献
- 紀大樁：《“香妃”：乾隆容妃的幻影》，大椿出版社，2010年5月1日。ISBN 9787108033659